# 累央
累央（るお、本名：佐藤 累央、1973年12月9日 - ）は、日本の俳優。劇団扉座所属。北海道芦別市出身。身長180cm・体重65kg。

## 略歴
北海道芦別高等学校、仙台大学体育学部体育学科卒業。資格と特技は自動二輪（中型）免許は空手初段、スキー検定1級。
仙台で4年間モデルとして活躍後、1998年扉座研究所に研修生（第二期生）として入所。1999年、劇団扉座に入団。以来、主な扉座公演に出演するほか、外部の舞台などへも多数出演している。

## 出演

### 舞台
- アゲイン〜怪人二十面相の優しい夜〜（1999年）
- ホテルカリフォルニア〜私戯曲県立厚木高校物語〜（1999年）
- 東京サンダンス-俺達の20世紀-（2000年）
- まほうつかいのでし（2000年）
- 東京サンダンス-21世紀への伝言-（2001年）
- アゲイン〜怪人二十面相の優しい夜〜（2001年）
- ハムレット（2001年）
- いちご畑よ永遠に（2002年）
- そらにさからふもの（2002年）
- 新羅生門（2002年）
- きらら浮世伝（2003年）
- 曲がり角の悲劇（2004年）
- 新浄瑠璃 百鬼丸〜手塚治虫「どろろ」より〜（2004年）
- サクラ大戦帝国歌劇団・花組スーパー歌謡ショウ「新西遊記」（2004年）
- 東京建築ショー〜或る時は、コンチクショー!〜（2004年）
- 写楽考（2005年）
- サクラ大戦帝国歌劇団・花組2005年新春歌謡ショウ「笑え!花組」（2005年）
- サクラ大戦帝国歌劇団・花組スーパー歌謡ショウ「新・青い鳥」（2005年）
- 豊橋市制百周年記念事業 豊橋市民音楽劇　豊橋オーレ!（2006年）
- ご長寿ねばねばランド（2006年）
- モダン出世双六「天国を見た男」（2006年）
- サクラ大戦帝国歌劇団・花組2006年新春歌謡ショウ「跳んでる花組♪」(2006年）
- ドリル魂-ガ・ガ・ガ・ガ・ガ-東京建築ショー・劇場編（火花は散るが、裸火厳禁!）（2007年4月・9月）
- ナツひとり-届かなかった手紙-（2007年）
- メモリーズ2（2007年）
- セレブ気どり（2008年）
- 帰り花（2008年）
- ドリル魂【横浜現場編】（2009年）
- 新浄瑠璃 百鬼丸〜手塚治虫「どろろ」より〜（2009年）
- 俺たちは天使だ! NO ANGEL NO LUCK〜地球滅亡30分前!（2009年）
- サツキマスの物語（2009年）
- ドリル魂－YOKOHAMAガチンコ編（2010年）
- 取り立てや お春　元禄痛快滑稽噺（2010年）
- Rain men in Noel〜雨男たちのクリスマス（2010年）
- 取り立てや お春　元禄痛快滑稽噺（2011年）
- 新・水滸伝 二幕（2011年）
- 歓喜の歌（2024年）[1]

### テレビ
- やまとなでしこ 第1話
- 劇団演技者。 第9回公演作：あたらしい生き物
- 金曜エンターテイメント 津軽海峡ミステリー航路5
- アキハバラ@DEEP 第6話
- アテンションプリーズ 第9話
- 僕の歩く道 第4話
- Xenos 第12話
- 白と黒 第1話
- ウォーキン☆バタフライ 第7話
- 土曜ワイド劇場 炎の警備隊長・五十嵐杜夫7
- サラリーマン金太郎 第7話
- 仮面ライダーディケイド 第8・9話 - 四条ハジメ 役
- 松本清張生誕100年スペシャル・夜光の階段 第1話
- THE QUIZ SHOW 第2話
- 嬢王 Virgin 第3話
- サムライ・ハイスクール 第1話
- JIN-仁- 第5 - 7話
- 東京DOGS 第6・7話
- 特上カバチ!! 第10話
- 怪物くん 最終話
- 明日の光をつかめ 第39話
- 相棒season9 第4話
- 告発〜国選弁護人 第3話
- 平清盛
- ATARU 第3話 - 坂巻譲 役
- 宮部みゆきミステリー パーフェクト・ブルー 第8話 - 酒井大輔 役
- 遺留捜査 第3シリーズ 第5話 - 九条宏明 役

### 映画
- 貸ホーム屋（酒井耕監督）
- 心（月川翔監督）

### CM
- カメラのさくらや
- 省エネルギーセンター